# 王小鳳 (1941年)
王小凤（1941年—），汉族，中华人民共和国政治人物、第十一届全国政协委员。
加入中国国民党革命委员会，担任中国地科院地质力学研究所研究员、地质力学研究中心主任。2008年，当选第十一届全国政协委员，代表中国国民党革命委员会，分入第四组。